# Айдукевич, Тадеуш
Таде́уш Айдуке́вич (пол. Tadeusz Ajdukiewicz; 1852, Величка — 9 января 1916, Краков) — польский художник; двоюродный брат польского художника Зыгмунта Айдукевича.

## Биография
Тадеуш Айдукевич изучал живопись в Академии изящных искусств в классе Владислава Лужкевича, в Кракове. Продолжил своё образование в Мюнхене и Вене.
В 1914 году, с началом Первой мировой войны, вступил в польские легионы, входившие в состав австро-венгерской армии.

## Творчество

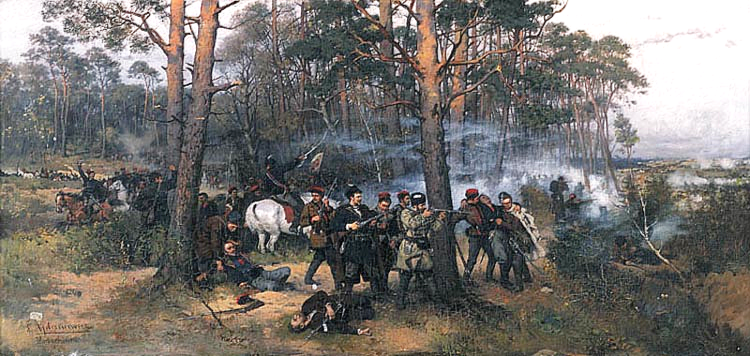
Сцена восстания 1863 года

Создатель преимущественно портретной живописи и батальных сцен. Много путешествовал, в том числе и по странам Востока, что дало художнику материал для многих его картин.
Писал также портреты по заказам. В 1883 году находясь в Лондоне, он написал портрет принца Уэльского.